# Péter Szentmihályi Szabó

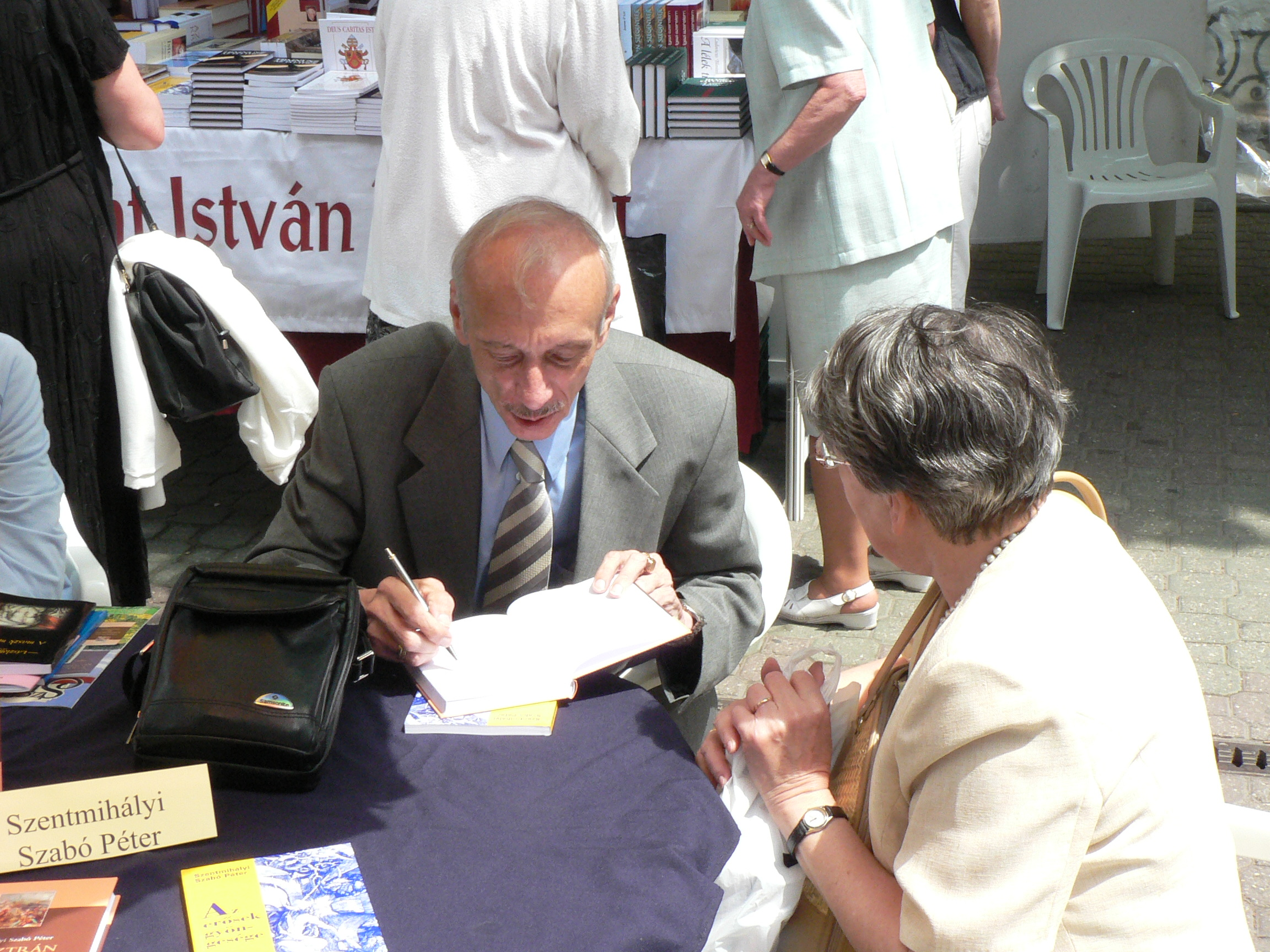
Der Autor bei der Dedikation seiner Bücher während der Buchmesse 2007 in Budapest

Péter Szentmihályi Szabó [ung. Szentmihályi Szabó Péter], (* 8. Januar 1945 in Budapest, Ungarn; † 20. Oktober 2014 ebenda) war ein ungarischer Schriftsteller und Übersetzer.

## Leben
Peter Szentmihályi Szabó wurde in Budapest geboren. Er entstammte einer ungarischen protestantischen Familie. Sein Vater Dr. Károly Szabó († 1968) beteiligte sich als 'Arbeiterrat' [ung. „munkástanács“] am Ungarischen Volksaufstand des Jahres 1956. Ab dem Ende der 1950er Jahre besuchte Szentmihály Szabó das Gymnasium in der Benediktinerabtei in Pannonhalma. Im Jahre 1961 wurde er wegen einer von ihm initiierten Veranstaltung zum Gedenken des Ungarischen Volksaufstands von 1956, aus dieser Schule, sowie allen Gymnasien in Ungarn ausgeschlossen. Im Jahre 1963 erhielt er eine Amnestie und konnte das Abitur als externer Student im Abendstudium („Arbeitergymnasium“) nachholen.
Danach begann er ein Studium an der philosophischen Fakultät der Eötvös Loránt Universität in Budapest, das er im Jahre 1969 mit Diplom und Promotion abschloss. Er spezialisierte sich auf die Fächer Ungarisch und Englisch und bereits während seiner Studienzeit arbeitete er als Übersetzer aus dem Englischen. Seinen Lebensunterhalt während des Studiums verdiente er sich jedoch auch mit Hilfsarbeiten (Chauffeur, Hilfsarbeiter).
Zwischen 1969 und 1971 wirkte er als Lehrer an einem Budapester Gymnasium. Danach, ab 1975 arbeitete er als Hilfsdozent an der Budapester Universität. Zwischen 1995 und 2001 hielt er Vorträge über englische Literatur an der Peter Pazmany Universität in Budapest.
Viele Jahre hindurch war er Mitarbeiter und Publizist der konservativen Zeitschrift Magyar Demokrata. Später war er Pressesprecher des ungarischen Außenministeriums der Regierungen von József Antal und später von Péter Boross. Seit 1979 war er der geschäftsführende Direktor des ungarischen 'Szépirodalmi Könyvkiadó' Verlages. Er publizierte auch regelmäßig in der 1993 gegründeten katholischen Wochenzeitschrift 'Keresztény Élet' [„Christliches Leben“].
Péter Szentmihályi Szabó starb nach schwerer Krankheit am 20. Oktober 2014 im Alter von 69 Jahren in Budapest. Am 14. November 2014 wurde seine Asche in der Sankt-Anna-Kirche am Serviten-Platz im V. Budapester Gemeindebezirk im Rahmen einer Trauermesse beigesetzt.

### Familie
Im Jahre 1966 heiratete er Edit geb. Kundl († 1999). Aus dieser Ehe ging die Tochter Edit (* 1969) und ein Sohn Péter (* 1979) hervor. Nach dem Tode seiner ersten Frau, heiratete er im Jahre 2002 Ilona geb. Veszely.

### Kritik
Im Juni 2014 beauftragte die ungarische Regierung Péter Szentmihályi Szabó mit dem Posten des ungarischen Botschafters in Rom was in den ungarischen Medien zur heftigen Kritik führte. Vor allem wurde er wegen seinen antisemitischen Äußerungen sowie seiner rechtskonservativen politischen Einstellungen kritisiert. Es wurde ihm die politische Nähe zu dem nationalistischen Schriftsteller und Journalisten István Csurka vorgeworfen. Daraufhin teilte er am 25. Juli 2014 dem ungarischen Außenministerium mit, dass er den Posten eines Botschafters nicht annehmen würde. In einem Interview mit der italienischen Tageszeitung Corriere della Sera sagte er, dass die gegen ihm erhobenen Anschuldigungen falsch und unbegründet wären.

### Auszeichnungen
- Attila-József-Preis (1983)

## Literarische Tätigkeit
Seine literarische Tätigkeit begann er im Jahre 1971 mit einer Biographie über Daniel Defoe, die er unter den Titel A Robison írója (dt. etwa: „Der Schöpfer des Robinson“) veröffentlichte.
Peter Szentmihályi Szabó war auch an der ungarischen Geschichte sehr interessiert. Deshalb plante er zum Ende der 1970er Jahre die Herausgabe von zehn historischen Romanen, die in losen Folgen einzelne bedeutende Ereignisse der ungarischen Historie beleuchten sollten. Von den zehn geplanten Bänden sind jedoch nur sieben realisiert worden:
1. Avarok gyűruje. Történelmi regény a honfoglalás korából, [„Der Ring der Awaren, Historischer Roman aus der Zeit der Landnahme“], Budapest 1980,          ISBN 963-15-2111-7
2. Gellért, Budapest 1982; ISBN 963-15-2141-9;  Deutsche Ausgabe: 'Gellért, Bekehrer Ungarns', Berlin 1990[3],
3. A látó és a vak, Történelmi regény II. Béla korábol, [„Der Sehende und der Blinde“][4], Budapest 1983, ISBN 963-15-2475-2
4. Édua és Kun Laszló, [„Édua und Ladislaus der Kumane“], Budapest 1986, ISBN 963-15-3262-3
5. Haláltánc, [„Der Totentanz“][5], Budapest 1988, ISBN 963-15-3850-8
6. Kapisztrán és Hunyadi  [„Kapistran und Hunyadi“], Budapest 2007, ISBN 978-963-86184-5-0
7. Lázadók, [„Die Rebellen“][6], Budapest 2008, ISBN 978-963-86184-6-7

Péter Szentmihályi Szabó schrieb neben Novellen und Romanen bereits in jungen Jahren zahlreiche Theaterstücke und Drehbücher für Funk und Fernsehen. Seine persönliche Vorliebe galt der Science-Fiction Literatur.
Insgesamt sind von ihm über 50 Bücher erschienen: Gedichte, Novelle, Gesellschaftsromane und Science-Fiction Bücher.
Er beschäftigte sich mit englischer Literaturgeschichte des 18. bis 20. Jahrhunderts und übersetzte zahlreiche Werke englischsprachiger Autoren ins Ungarische. (Clive Barker, Aldous Huxley, Wole Soyinka, Arthur Clarke etc.)